# Siergiej Bogomołow
Siergiej Aleksandrowicz Bogomołow (ros. Серге́й Алекса́ндрович Богомо́лов, ur. 1927, zm. 2004) – radziecki dyplomata.
Członek WKP(b), 1948 ukończył Moskiewski Państwowy Instytut Stosunków Międzynarodowych, później pracował w centralnym aparacie Ministerstwa Spraw Zagranicznych ZSRR i placówkach dyplomatycznych ZSRR w USA i Francji. Od 1973 zastępca przedstawiciela handlowego ZSRR w Hiszpanii, od 19 lutego 1977 do 9 października 1978 był pierwszym od 1939 roku (obalenie Drugiej Republiki Hiszpańskiej przez wojska gen. Francisco Franco) ambasadorem ZSRR w Hiszpanii. 1978-1986 szef Zarządu ds. Ogólnych Problemów Międzynarodowych (problemów organizacji uzbrojenia i rozbrojenia) MSZ ZSRR, 1988 zwolniony.